# Prefecto de la Ciudad
El prefecto de la Ciudad  fue un cargo público de la Antigua Roma con atribuciones jurídico-militares que se remontaba al periodo monárquico. Perdió su vigencia durante la República, reduciéndose a funciones ceremoniales. Augusto reutilizó el término a comienzos de su mandato imperial para denominar a un nuevo cargo senatorial de rango consular de similares características al cargo monárquico.

## Historia
En tiempos monárquicos, cuando el rey abandonaba Roma designaba a un funcionario, llamado prefecto de la Ciudad en las fuentes, para que se ocupara de los asuntos ciudadanos en su ausencia. Tácito menciona que Rómulo nombró a Dentre Romulio, Tulo Hostilio a Numa Marcio y Tarquinio el Soberbio a Espurio Lucrecio Tricipitino, el padre de Lucrecia.
Esta costumbre continuó durante la República. Así, cuando todos los magistrados con imperium dejaban la ciudad, el último que lo hacía nombraba un prefecto para las mismas funciones que en época monárquica. Eran elegidos entre los consulares. Tras la creación de la pretura, el cargo perdió vigencia. No obstante, al comienzo del año consular, cuando los magistrados marchaban al monte Albano, los cónsules nombraban un prefecto que solo tenía atribuciones ceremoniales. Julio César nombró varios prefectos en el año 45 a. C. cuando marchó a combatir en Hispania a los hijos de Pompeyo, quizá recuperando las tradiciones de la República temprana. Entre estos prefectos estuvo Lucio Livineyo Régulo. Ya en época imperial, el cargo comenzó a llamarse praefectus feriarum Latinarum y solían ejercerlo hijos de senadores que todavía no habían iniciado el cursus honorum.
En el año 27 a. C. Augusto revivió el antiguo cargo con motivo de su expedición a Hispania nombrando a Marco Valerio Mesala Corvino. Al principio, tan solo eran nombrados cuando el princeps dejaba Roma. En el año 13 el puesto se volvió permanente.

## Funciones
Las fuentes clásicas, Tito Livio y el Digesto principalmente, indican que eran nombrados para administrar justicia. Sin embargo, estas mismas fuentes describen a los prefectos encabezando tareas defensivas y militares. Se ha discutido si tenían imperium. Según una parte de la investigación, poseían imperium delegado de los cónsules o dictadores, aunque parece ser que los cónsules no podían delegar imperium de su mismo rango. Puesto que no hubo rangos de imperium (maius y minor) hasta la creación de la pretura, otros estudiosos concluyen que los prefectos no poseían imperium.
Antes de la llegada del Imperio, actuaban como cónsules en armas, pero no tenían capacidad para presidir las elecciones, convocar asambleas, nombrar dictadores o celebrar triunfos.
En época imperial tenía jurisdicción durante el día para hacer frente a los desórdenes ciudadanos. Comandaba una guarnición militar, las cohortes urbanas, y su nombramiento dependía por entero del emperador.